# Markedsøkonomi
En markedsøkonomi er en økonomisk organisationsform, hvor priserne på alle eller de fleste varer og produktionsfaktorer i økonomien og dermed i sidste ende resurseallokeringen bestemmes af udbud og efterspørgsel på markedet for hver enkelt vare. Det er dermed et meget decentralt beslutningssystem. Hvis konkurrenceforholdene på markedet er fuldkomne, er markedsøkonomien en meget effektiv mekanisme til at sikre, at samfundets resurser bliver allokeret hensigtsmæssigt, eller med et økonomisk fagudtryk: efficient. En markedsorienteret økonomi som den danske står i modsætning til f.eks. et statsstyret salgssystem, hvor staten fastlægger prisen på varer.
I praksis er der dog på mange markeder forskellige former for markedsfejl, der skaber forvridninger og modarbejder en samfundsøkonomisk effektiv løsning. Blandt andet derfor griber det offentlige regulerende ind på forskellige områder i de fleste lande. En supplerende årsag til offentlig indgriben i økonomien er ofte politiske ønsker om at ændre på fordelingen af samfundets resurser. En helt ureguleret markedsøkonomi ses derfor meget sjældent. 
En markedsøkonomi, hvor privatejede virksomheder, offentlig produktion af visse ydelser og offentlig regulering af rammerne for økonomien eksisterer side om side, benævnes somme tider en blandingsøkonomi. De allerfleste samfund i verden er i denne forstand blandingsøkonomier. 
En alternativ organisationsform, der somme tider nævnes som alternativ til markedsøkonomien, er en planøkonomi, hvor produktion, forbrug, evt. prisstruktur mv. bestemmes administrativt.